# Milhaud
Milhaud is een gemeente in het Franse departement Gard (regio Occitanie). De plaats maakt deel uit van het arrondissement Nîmes. Milhaud telde op 1 januari 2022 6.142 inwoners.

## Geografie
De oppervlakte van Milhaud bedroeg op 1 januari 2022 18,25 vierkante kilometer; de bevolkingsdichtheid was toen 336,5 inwoners per km².

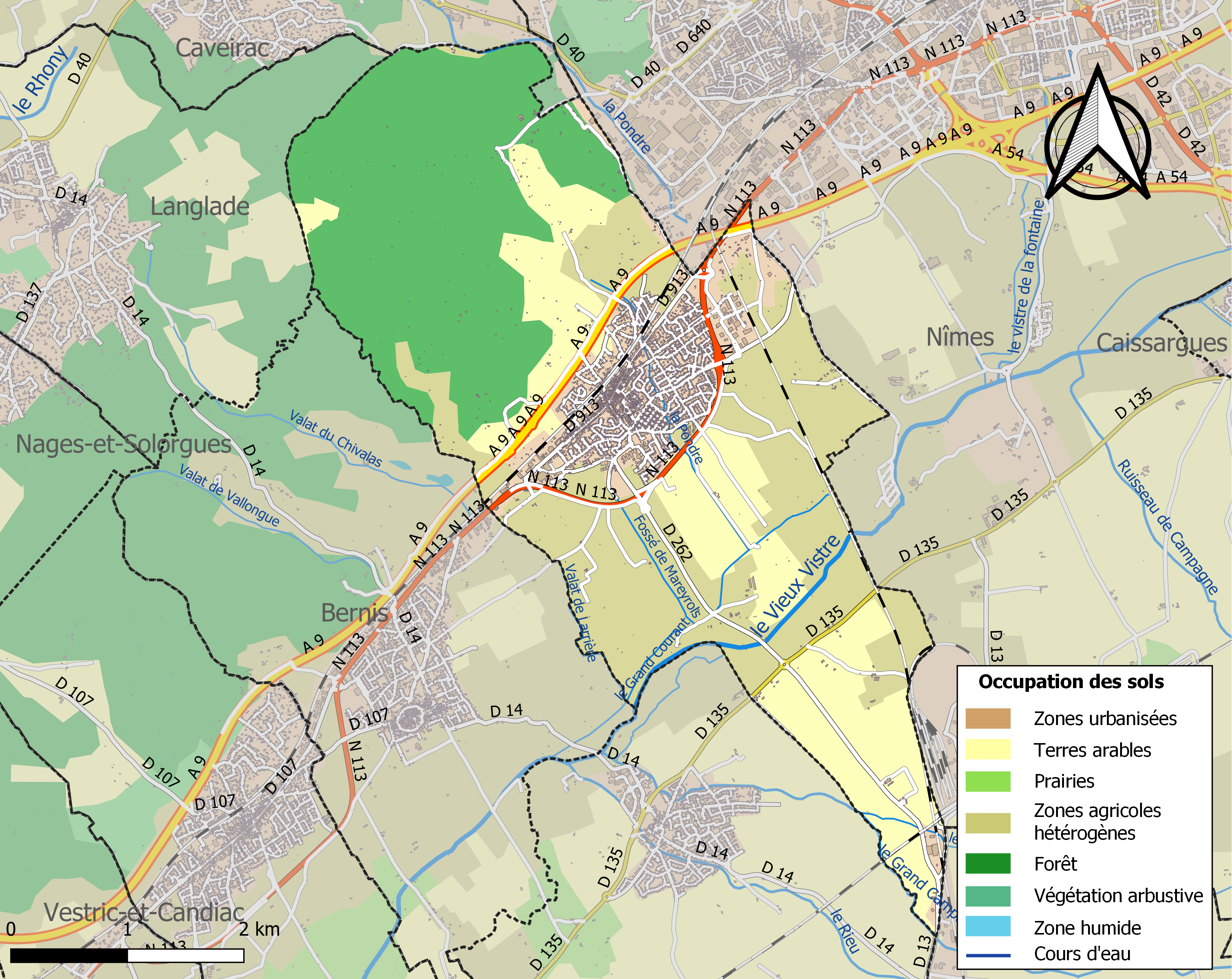
Kaart van de gemeente met belangrijkste infrastructuur, bodemgebruik en omliggende gemeenten

## Verkeer
In de gemeente ligt de spoorweghalte Milhaud.

## Demografie
Onderstaande figuur toont het verloop van het inwonertal (bron: INSEE-tellingen).